# Cirkónium(IV)-klorid
A cirkónium(IV)-klorid, más néven cirkónium-tetraklorid (ZrCl4) egy szervetlen anyag, amelyet gyakran használnak más cirkóniumvegyületek alapanyagaként. Fehér, magas olvadáspontú szilárd anyag, a levegő nedvességtartalmától gyorsan elhidrolizál.

## Szerkezet
A molekuláris TiCl4-gyel ellentétben (melyben minden Ti tetraéderesen koordinált), a szilárd ZrCl4 polimer szerkezetű; minden Zr oktaéderesen koordinált. Emiatt a szerkezeti különbség miatt tulajdonságaik nagyban eltérnek: a TiCl4 desztillálható folyadék, míg a ZrCl4 magas olvadáspontú szilárd anyag.  Szilárd fázisban a ZrCl4 szalagszerű lineáris polimer, hasonlóan a HfCl4-hez. A polimerszerkezet könnyen megbontható Lewis-bázisokkal, melyek a Zr-atomokhoz koordinálódva felhasítják a Zr-Cl-Zr hidakat.

## Szintézis
Iparilag cirkónium-dioxidból állítják elő szénnel (mint oxigénelvonó szerrel) és klórgázzal.
ZrO2  +  2 C  +  2 Cl2  →  ZrCl4  +  2 CO
Laboratóriumi méretben szén-tetraklorid is használható szén és klór helyett:
ZrO2  +  2 CCl4  →  ZrCl4  +  2 COCl2

## Alkalmazások

### Alapanyag fémcirkónium és ZrCl3előállításához
A ZrCl4 a cirkóniumércekből Kroll-eljárással történő cirkóniumgyártás köztiterméke. A természetben a cirkónium kizárólag oxidos ásványokban fordul elő (ezt a cirkóniumvegyületek hidrolízis iránti nagyfokú hajlama is tükrözi). A cirkónium kinyeréséhez ezeket először ZrCl4-gyé kell alakítani, ami magas hőmérsékleten kidesztillálható (és desztilációval tisztítható). A kapott ZrCl4-et ezután fém Mg-mal vagy Na-mal inert atmoszféra alatt redukálják ciróniumfémmé.
A tisztított ZrCl4 fémcirkóniummal cirkónium(III)-kloriddá redukálható.

### Felhasználás egyéb célokra
A ZrCl4 a leggyakoribb prekurzor a cirkónium-dioxid és a cirkónium-diborid kémiai gőzfázisú rétegleválasztással (Chemical Vapor Deposition, CVD) történő előállításánál.
Szerves szintézisekben a cirkónium-tetraklorid gyenge Lewis-savként használható Friedel-Crafts-reakciókban, Diels-Alder reakciókban és intramolekuláris gyűrűzárási reakciókban. Textíliák és más szálas anyagok víztaszítóvá tételéhez is használják.
Az izzadásgátlókban gyakran előforduló "aluminium zirconium tetrachlorohydrex gly" nevű összetevő (nem teljesen sztöchiometrikus bázisos alumínium-cirkónium-klorid-glicinát, közelítő képlete Al4Zr(OH)12Cl4(H2NCH2COOH)*yH2O) előállításához ZrOCl2-t, illetve ZrO(OH)Cl-t használnak, amelyek ZrO2 sósavas kezelése mellett ZrCl4 hidrolízisével is előállíthatóak.

## Tulajdonságok és reakciók
A ZrCl4 hidrolízisekor a cirkonil-kloridnak nevezett hidratált cirkónium-hidroxid-klorid klaszter keletkezik (gyakran használt egyszerűsített képlete ZrOCl2*8H2O, pontosabb képlet: [Zr4(OH)8(H2O)16]Cl8(H2O)12). A reakció gyors és lényegében irreverzibilis, ami a cirkónium(IV) nagy oxofilitására vezethető vissza. Emiatt a cirkónium-tetrakloriddal való munka általában a levegő (és a nedvesség) teljes kizárását igényli.
A ZrCl4 inert oldószerben (pl. benzolban) β-diketonokkal, pl. acetilacetonnal reagáltatva ZrCl2(β-diketonát)2 összetételű oktaéderes cisz-dikloridokat képez:
ZrCl4  +  2 CH3COCH2COCH3  →  ZrCl2(acac)2  +  2 HCl  (acac=acetilacetonát)
A ZrCl4 alapvető kiindulási anyaga számos fémorganikus cirkóniumvegyület szintézisének. Polimer szerkezete miatt a ZrCl4-et általában molekuláris szerkezetű komplexekké alakítják használat előtt. Például tetrahidrofuránnal 175-177 °C-on olvadó ZrCl4(THF)2 komplexet (THF=tetrahidrofurán) képez (CAS szám: 21959-01-3).  Ezt nátrium-ciklopentadieniddel reagáltatva a sokoldalúan továbbalakítható cirkonocén-diklorid képződik:
NaC5H5  +  ZrCl4(THF)2  →  ZrCl2(C5H5)2  +  2  NaCl  +  2 THF
A ZrCl4 egyik legérdekesebb tulajdonsága jó oldhatósága metilezett benzolszármazékokban, pl. durolban. Ennek oka π-komplexek képződése.

## Fordítás
Ez a szócikk részben vagy egészben  a   Zirconium(IV) chloride című angol Wikipédia-szócikk ezen változatának fordításán alapul.  Az eredeti cikk szerkesztőit annak laptörténete sorolja fel. Ez a jelzés csupán a megfogalmazás eredetét és a szerzői jogokat jelzi, nem szolgál a cikkben szereplő információk forrásmegjelöléseként.